# Rocket Juice & the Moon
Rocket Juice & the Moon — фанк-супергруппа, сформированная в 2008 году, состоит из Деймона Албарна (гитара, вокал, клавишные) из Blur и Gorillaz, Фли (бас) из Red Hot Chili Peppers и Тони Аллена (ударные, перкуссия) — барабанщика Fela Kuti.

## История
О проекте было объявлено в середине 2008 года, но в связи с участием музыкантов в других группах запись альбома неоднократно откладывалась. Аллен ранее работал с Албарном в качестве барабанщика в группе The Good, the Bad & the Queen. 27 октября 2011 года Албарн официально объявил название группы. Он сказал, что долго не мог придумать название для группы, пока название не придумал художник, работавший над дизайном обложки альбома. Деймон заявил, что название ему понравилось и что ему трудно было придумать название для новой группы.
Группа впервые выступила вместе 28 октября 2011 года в Ирландии, в рамках Cork Jazz Festival. Тур не ожидался, так как гастроли Red Hot Chili Peppers продлились до 2013 года.
Дебютный альбом группы состоит из 18 треков (20 в версии на iTunes) и вышел 26 марта 2012 года. В записи альбома принимали участие Эрика Баду и Hypnotic Brass Ensemble.

## Дискография
- Rocket Juice & the Moon (2012) Рецензия на Allmusic  ссылка

| №   | Название                                                               | Длительность |
| --- | ---------------------------------------------------------------------- | ------------ |
| 1.  | «1-2-3-4-5-6»                                                          | 3:04         |
| 2.  | «Hey, Shooter» (feat. Erykah Badu, Hypnotic Brass Ensemble Thundercat) | 4:10         |
| 3.  | «Lolo» (feat. Fatoumata Diawara, Hypnotic Brass Ensemble & M.anifest)  | 5:03         |
| 4.  | «Night Watch»                                                          | 2:12         |
| 5.  | «Forward Sweep»                                                        | 1:49         |
| 6.  | «Follow-Fashion» (feat. Fatoumata Diawara & M.anifest)                 | 3:57         |
| 7.  | «Chop Up» (feat. M.anifest & M3nsa)                                    | 2:37         |
| 8.  | «Poison» (feat. Damon Albarn)                                          | 3:24         |
| 9.  | «Extinguished» (feat. Cheick Tidiane Seck)                             | 2:39         |
| 10. | «Rotary Connection»                                                    | 2:02         |
| 11. | «Check Out»                                                            | 2:24         |
| 12. | «There» (feat. Cheick Tidiane Seck)                                    | 4:51         |
| 13. | «Worries»                                                              | 1:16         |
| 14. | «Benko» (feat. Fatoumata Diawara & Damon Albarn)                       | 2:34         |
| 15. | «The Unfadable» (feat. M.anifest)                                      | 2:57         |
| 16. | «Dam(n)» (feat. Erykah Badu & M.anifest)                               | 2:26         |
| 17. | «Fatherless»                                                           | 3:00         |
| 18. | «Leave-Taking» (feat. Hypnotic Brass Ensemble)                         | 2:07         |

| №   | Название                           | Длительность |
| --- | ---------------------------------- | ------------ |
| 19. | «Fatala» (feat. Fatoumata Diawara) | 3:51         |
| 20. | «Manuela» (feat. Erykah Badu)      | 5:21         |